# Герберман, Джордж
Джордж Алоиз Герберман (англ. George Alois Gerberman; 8 марта 1942, Эль-Кампо, Техас — 7 января 2022, там же) — американский бейсболист, играл на позиции питчера. В 1962 году провёл одну игру в Главной лиге бейсбола в составе «Чикаго Кабс». В течение восьми лет выступал за различные клубы младших лиг.

## Биография
Джордж Герберман родился 8 марта 1942 года в Эль-Кампо в Техасе. Его отец Джордж-старший владел собственным ювелирным производством. В бейсбол Герберман начал играть в детской лиге, затем выступал за команду старшей школы Эль-Кампо. После её окончания в июне 1960 года он подписал контракт с клубом «Милуоки Брэйвз».
Зимой 1960—1961 годов Герберман выиграл чемпионат Учебной лиги Флориды в составе дочерней команды «Брэйвз», где его партнёрами были будущие члены Зала славы бейсбола Фил Никро и Джо Торри. В 1961 году он провёл свой первый полноценный сезон в команде D-лиги «Уэллсвилл Брэйвз», где одержал десять побед при шестнадцати поражениях с пропускаемостью 4,90. В клубе планировали перевести его в фарм-команду Лиги Тихоокеанского побережья из Ванкувера, но в ноябре на драфте игроков младших лиг Гербермана выбрали «Чикаго Кабс».
После весенних сборов 1962 года он был отправлен в команду «Веначи Чифс», игравшую в Северо-западной лиге. Там Герберман стал одним из лидеров стартовой ротации, выиграв тринадцать матчей при пяти поражениях с показателем ERA 3,62. Он улучшил контроль подачи, допуская менее одного уока на девять иннингов. Благодаря успешному выступлению, в сентябре Герберман был переведён в основной состав «Кабс» и провёл свой единственный матч в Главной лиге бейсбола.
Следующие два сезона он провёл в фарм-системе «Кабс», играя за «Амарилло Соникс» в Техасской лиге и «Веначи Чифс». В начале 1965 года его перевели в «Даллас—Форт-Уэрт Сперс», но там Герберман играл неудачно и был отчислен. После этого он вновь вернулся в «Соникс», которые к тому времени вошли в систему клуба «Хьюстон Астрос». В 1966 году он получил место в стартовой ротации «Амарилло» и провёл лучший сезон в своей карьере. Добавив в арсенал своих подач наклбол, Герберман одержал двенадцать побед при всего двух поражениях с пропускаемостью 2,98. Несмотря на успех, шанса ещё раз сыграть в Главной лиге бейсбола он не получил.
В последующие два года в составах «Соникс» и «Сперс» его результаты ухудшались, во многом из-за отсутствия поддержки со стороны партнёров по команде. В первой половине сезона 1968 года его показатель пропускаемости составлял всего 1,44, но на шесть побед Гербермана приходилось пять поражений. По итогам чемпионата его ERA составил 2,61, при этом он выиграл одиннадцать матчей, проиграв пятнадцать. В 1969 году Главная лига бейсбола была расширена и Герберман мог бы рассчитывать на возможность проявить себя в другом клубе, но он предпочёл завершить карьеру.
Уйдя из спорта, Герберман со своим братом Беном работал в семейном ювелирном бизнесе. Он прожил 58 лет в браке, вырастил сына и дочь. Скончался он 7 января 2022 года в возрасте 79 лет. Причиной смерти стала глиобластома.